# Simiane-la-Rotonde
Simiane-la-Rotonde – miejscowość i gmina we Francji, w regionie Prowansja-Alpy-Lazurowe Wybrzeże, w departamencie Alpy Górnej Prowansji.

## Demografia
Według danych na rok 1990 gminę zamieszkiwały 433 osoby, a gęstość zaludnienia wynosiła 6 osób/km². W styczniu 2015 r. Simiane-la-Rotonde zamieszkiwało 614 osób, przy gęstości zaludnienia wynoszącej 8,5 osób/km².